# (507) Laodicé
Pour les articles homonymes, voir Laodicé.
(507) Laodicé, désignation internationale (507) Laodica, est un astéroïde de la ceinture principale.

## Description
(507) Laodicé est un astéroïde de la ceinture principale. Il fut découvert le 19 février 1903 à Heidelberg par Raymond Smith Dugan. Il présente une orbite caractérisée par un demi-grand axe de 3,16 UA, une excentricité de 0,10 et une inclinaison de 9,5° par rapport à l'écliptique.
Il a été ainsi baptisé en référence à Laodicé, fille de Priam et Hécube, couple royal de Troie, dans la mythologie grecque.

## Compléments